# Eerste Kamerverkiezingen 1923
De Eerste Kamerverkiezingen 1923 waren tussentijdse Nederlandse verkiezingen voor de Eerste Kamer der Staten-Generaal. Zij vonden plaats op 27 juli 1923.
De verkiezingen waren noodzakelijk geworden door de ontbinding van de Eerste Kamer na een wijziging van de Kieswet. Bij deze verkiezingen kozen de leden van Provinciale Staten - die op 9, 11, 12 en 13 april 1923 bij de Statenverkiezingen gekozen waren - in vier kiesgroepen een geheel nieuwe Eerste Kamer.
Deze verkiezing was de eerste verkiezing voor de Eerste Kamer waarbij de leden volgens het stelsel van evenredige vertegenwoordiging gekozen werden in vier kiesgroepen en voor een termijn van zes jaar. Dit was het gevolg van een herziening van de Grondwet in 1922 en van een hiermee samenhangende aanpassing van de Kieswet.
De door de leden van Provinciale Staten uitgebrachte stemmen hadden niet alle dezelfde waarde; zij werden gewogen aan de hand van de bevolkingscijfers van de provincies. Bij deze verkiezingen golden de volgende stemwaarden:
| Gr | F  | D  | O  | Ge  | U  | NH  | ZH  | Ze | NB  | L   |
| -- | -- | -- | -- | --- | -- | --- | --- | -- | --- | --- |
| 82 | 77 | 61 | 95 | 120 | 86 | 171 | 208 | 59 | 117 | 100 |

De uitslag van de verkiezingen was als volgt:
| Partij                                | Zetels | Zetels | +/− | Zetelverdeling naar kiesgroep | Zetelverdeling naar kiesgroep | Zetelverdeling naar kiesgroep | Zetelverdeling naar kiesgroep |
| Partij                                | 1922   | 1923   | +/− | I                             | II                            | III                           | IV                            |
| ------------------------------------- | ------ | ------ | --- | ----------------------------- | ----------------------------- | ----------------------------- | ----------------------------- |
| Algemeene Bond                        | 21     | 16     | −5  | 8                             | 3                             | 3                             | 2                             |
| Sociaal-Democratische Arbeiderspartij | 3      | 11     | +8  | 2                             | 3                             | 3                             | 3                             |
| Anti-Revolutionaire Partij            | 14     | 8      | −6  | 1                             | 2                             | 2                             | 3                             |
| Christelijk-Historische Unie          | 7      | 7      | 0   | 1                             | 2                             | 2                             | 2                             |
| Vrijheidsbond                         | 1      | 5      | +4  | 1                             | 2                             | 1                             | 1                             |
| Vrijzinnig-Democratische Bond         | 4      | 3      | −1  | 0                             | 1                             | 1                             | 1                             |
| Totaal                                | 50     | 50     | 0   | 13                            | 13                            | 12                            | 12                            |

## Gekozenen
Bij deze verkiezingen waren alle 50 leden aftredend, van wie 36 herkozen werden.
Alexander van Sasse van Ysselt, gekozen op de lijst van de Algemeene Bond in kiesgroep I, zag af van zijn benoeming omdat hij er de voorkeur aan gaf zijn bestaande lidmaatschap van de Tweede Kamer te continueren. In zijn plaats werd Petrus de Wit gekozen verklaard.
*1850 · 1853 · 1856 · 1859 · 1862 · 1865 · 1868 · 1871 · 1874 · 1877 · 1880 · 1883 · *1884 · 1887 (I) · *1887 (II) · *1888 · 1890 · 1893 · 1896 · 1899 · 1902 · *1904 · 1907 · 1910 · 1913 · 1916 · *1917 · 1919 · *1922 · *1923 · 1926 · 1929 · 1932 · 1935 · *1937 · *1946 · *1948 · 1951 · *1952 · 1955 · *1956 (I) · *1956 (II) · 1960 · *1963 · 1966 · 1969 · *1971 · 1974 · 1977 · 1980 · *1981 · *1983 · *1986 · 1987 · 1991 · 1995 · 1999 · 2003 · 2007 · 2011 · 2015 · 2019 · 2023

* algemene verkiezingen in verband met vervroegde ontbinding van de Eerste Kamer

vanaf 1987 bedraagt de vaste zittingstermijn van de Eerste Kamer vier jaar